# Ingeborg
Ingeborg (auch Ingeburg) ist ein weiblicher Vorname.

## Herkunft und Bedeutung
Der Name Ingeburg ist entstanden aus der Zusammensetzung des Namens des germanischen Stammesgottes Ingwio und dem althochdeutschen burg für Burg, Schutz. Der Name bedeutet so viel wie „die Hüterin“, „die Beschützte“. In der skandinavischen Frithjofssage wird die Geliebte des Protagonisten je nach Land als Ingeborg, Ingebjørg oder Ingibjörg bezeichnet.

## Verbreitung
Die Beliebtheit des Namens Ingeburg in Deutschland stieg Anfang des 20. Jahrhunderts stark an. Von Anfang der 1920er bis Anfang der 1930er Jahre gehörte er zu den zehn populärsten Mädchennamen. Ab den Fünfzigern ging seine Verbreitung stark zurück, seit Ende der Sechziger wird er kaum noch vergeben.

## Namenstag
Namenstage sind der 30. Juli (nach Ingeborg von Dänemark, s. u.) und der 30. August (nach der Frankenkönigin Ingeborg von Tours) (* um 520; † um 594).

## Varianten
- deutsch: Inga, Inge, Ingeburg, Ingeborg, Inka
- friesisch: Inken, Inke, Insa
- dänisch, schwedisch, norwegisch: Ingeborg (Ingebørg), Inger
- polnisch, litauisch: Ingeborga

## Bekannte Namensträgerinnen
Ingeborg:
historisch
- Ingeborg von Dänemark (1175–1236), zweite Ehefrau von König Philipp II. von Frankreich
- Ingeborg Magnusdotter von Schweden († 1319), Ehefrau von König Erik Menved von Dänemark
- Ingebjørg Håkonsdatter (1301–1361), schwedische Herzogin

Neuzeit
- Ingeborg Bachmann (1926–1973), österreichische Schriftstellerin
- Ingeborg Bayer (1927–2017), deutsche Schriftstellerin
- Ingeborg Drewitz (1923–1986), deutsche Schriftstellerin
- Ingeborg Eichler (1923–2008), österreichische Pharmakologin
- Ingeborg Engelmann (1925–1999), deutsche Schauspielerin bei Bühne und Fernsehen
- Ingeborg Fuhrmann (* 1936), deutsche Sprinterin
- Ingeborg Hallstein (* 1936), deutsche Opernsängerin
- Ingeborg Hischer  (* 1942), deutsche Konzertsängerin
- Ingeborg Hunzinger (1915–2009), deutsche Bildhauerin
- Ingeborg Krabbe (1931–2017), deutsche Schauspielerin und Kabarettistin
- Ingeborg Maus (1937–2024), deutsche Politologin
- Ingeborg Prasch (* 1951), deutsche Richterin am Bundespatentgericht
- Ingeborg Rapoport (1912–2017), deutsche Ärztin und Professorin für Pädiatrie an  der Charité in Berlin
- Ingeborg Schöner (* 1935), deutsche Schauspielerin, Zen-Lehrerin und Buchautorin
- Ingeborg Schwenzer (* 1951), deutsche Rechtswissenschaftlerin
- Ingeborg Sergeant (* 1966), belgische Sängerin, bekannt als Ingeborg
- Ingeborg Stein (1934–2020), deutsche Musikwissenschaftlerin, Museologin und Autorin
- Ingeborg Stelzl (* 1944), österreichische Psychologin
- Ingeborg Strobl (1949–2017), österreichische Künstlerin (Grafik, Fotografie, Aquarell und Skulptur)
- Ingeborg Sølvberg (* 1943), norwegische Informatikerin und Hochschullehrerin
- Ingeborg Wurster (1931–1999), deutsche Journalistin und Fernsehmoderatorin

Ingeburg:
historisch
- Ingeburg von Oldenburg († 1407), Äbtissin im Stift Freckenhorst

Neuzeit
- Ingeburg Branoner (1934–2025), deutsche Liedtexterin
- Ingeburg Herz (1920–2015), deutsche Unternehmerin und Stifterin
- Ingeburg Kanstein (1939–2004), deutsche Schauspielerin, Autorin, Hörspiel- und Synchronsprecherin
- Ingeburg Nilius (1927–1984), deutsche Prähistorikerin
- Ingeburg Petersen (1920–2017), deutsche Kinderchirurgin in Hamburg
- Ingeburg Schaacke (1910–1966), deutsche Mineralogin und Kristallographin
- Ingeburg Schäfer (1933–2011), hessische Politikerin (SPD)
- Ingeburg Schwerzmann (* 1967), deutsche Ruderin
- Ingeburg Thomsen, deutsche Jazz- und Rocksängerin

Ingeborga:
- Ingeborga Dapkūnaitė (* 1963), litauische Schauspielerin.